# Republica Democratică Somalia
Republica Democratică Somalia (Somaleză: Jamhuuriyadda Dimuqraadiga Soomaaliya, Arabă: الجمهورية الديمقراطية الصومالية al-Jumhūrīyah ad-Dīmuqrāṭīyah aṣ-Ṣūmālīyah) a fost numele regimului comunist pe care fostul Președinte al Somaliei, Generalul-maior Mohamed Siad Barre, l-a dat Republicii Somaleze după ce a preluat puterea printr-o lovitură de stat fără vărsare de sânge în 1969. Puciul a venit la câteva zile după asasinarea lui Abdirashid Ali Sharmarke, al doilea președinte al națiunii, de unul din bodyguarzii săi. Administrația Barre va conduce Somalia pentru următorii 21 de ani până la izbucnirea Războiului Civil.

## Istoric

### Consiliul Suprem Revoluționar

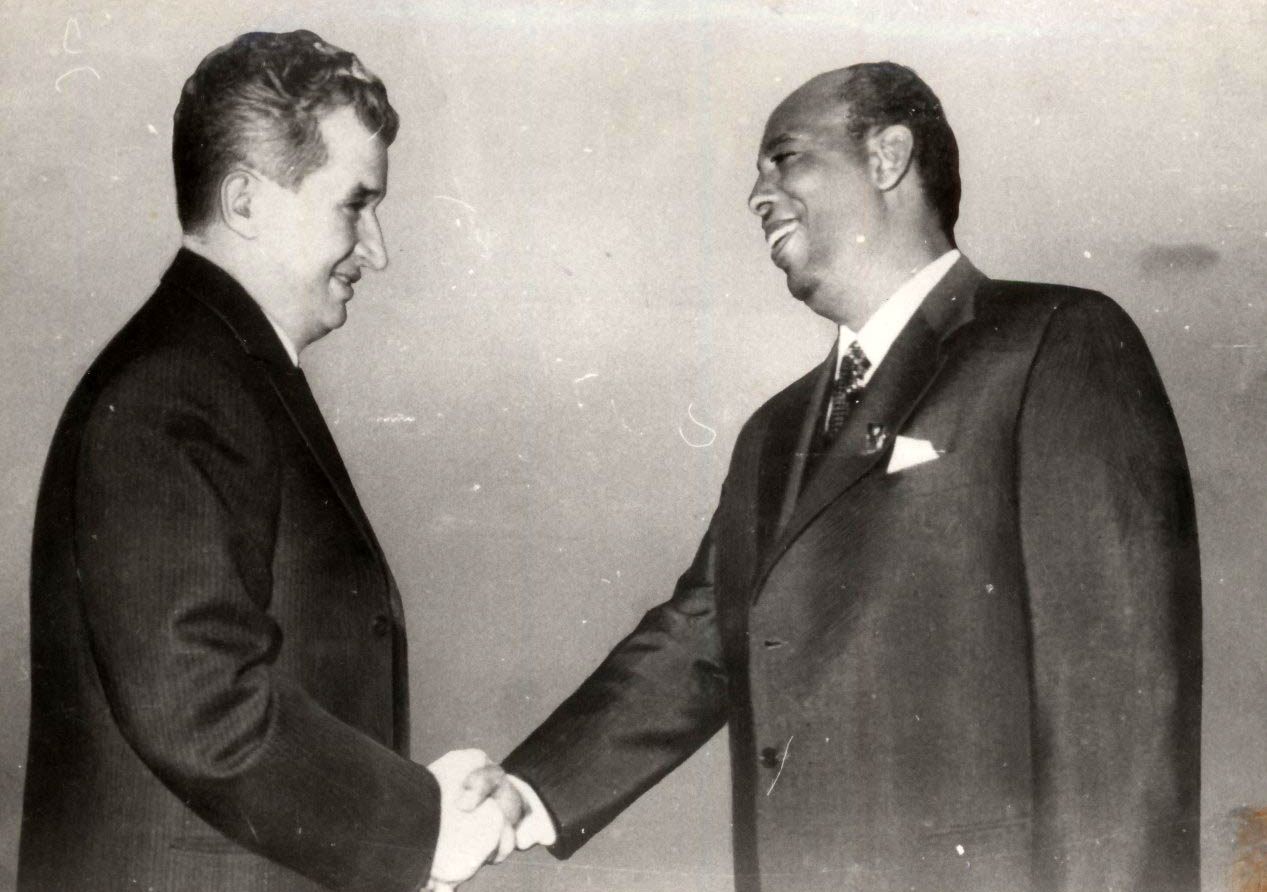
Siad Barre la o întâlnire cu președintele României, Nicolae Ceaușescu

În afară de Barre, Consiliul Suprem Revoluționar ce a preluat puterea după asasinarea lui Sharmarke a fost condus de locotenent-colonelul Salaad Gabeyre Kediye și de șeful poliției, Jama Korshel. Kediye a deținut oficial titlul de "Părinte al Revoluției" iar Barre a deținut pentru scurt timp conducerea Consiliului. În anii ce au urmat Consiliul a arestat membri ai fostului guvern civil, a interzis celelalte partide politice, a dizolvat Parlamentul și Curtea Supremă și a suspendat Constituția.
Armata revoluționară a instaurat un program public la scară mare și a implementat cu succes o campanie de alfabetizare urbană și rurală ceea a dus la o creștere importantă a gradului de alfabetizare. În afară de programul de naționalizare a industriei și a terenurilor, politica externă a noului regim politic a pus accent pe legăturile tradiționale și religioase cu Lumea arabă, aderând la Liga Arabă în 1974. În același an Barre a ocupat postul de președinte al Organizației Unității Africane, predecesorul Uniunii Africane.
În 1976 Consiliul Suprem Revoluționar al lui Barre s-a desființat iar în locul său a fost înființat Partidul Socialist Revoluționar Somalez (PSRS), un guvern monopartit bazat pe socialismul științific și doctrina islamică. PSRS a fost o încercare de a reconcilia ideologia oficială a statului cu religia oficială a statului prin adaptarea ideilor marxiste. Accentul s-a pus pe principiile musulmane de progres social, egalitate și justiție. Deși PSRS a încurajat investiția privată la o scară limitată, direcția generală a administrației era socialistă.

### Campania din Ogaden
În iulie 1977 a izbucnit Războiul Ogaden după ce administrația Barre a căutat să alipească regiunea Ogaden locuită predominant de somalezi dar care era controlată de Etiopia. În prima săptămână a conflictului forțele armate somaleze au preluat controlul părților centrale și sudice ale Ogadenului și pentru cea mai mare parte a războiului armata somaleză a înregistrat victorii asupra etiopienilor și i-a urmărit până în provincia Sidamo. În septembrie 1977 Somalia controla 90% din Ogaden și a capturat orașe strategice precum Jijiga și a presat orașul Dire Dawa, amenințând ruta feroviară dintre acest oraș și Djibouti. După asediul Hararului o intervenție sovietică masivă fără precedent formată din 20.000 de trupe cubaneze și câteva mii de consilieri sovietici au venit în ajutorul Etiopiei comuniste. În 1978 trupele somaleze au fost înlăturate din Ogaden. Această intervenție sovietică a determinat guvernul Barre să caute alți aliați. În cele din urmă s-au aliat cu inamicul Uniunii Sovietice, Statele Unite. Prietenia inițială a Somaliei cu Uniunea Sovietică și parteneriatul ulterior cu Statele Unite i-au permis să dețină cea mai mare armată din Africa.

### Dizolvarea
După eșecul campaniei din Ogaden administrația Barre a început să aresteze oficiali militari și de guvern sub suspiciunea de participare la lovitura de stat din 1978. Majoritatea celor care erau bănuiți că au ajutat la planificarea puciului au fost executați.. Totuși, câțiva oficiali au reușit să evadeze și să fugă din țară unde au pus bazele primelor grupuri de dizidenți care aveau ca scop înlăturarea regimului Barre prin forță.
O nouă constituție a fost promulgată în 1979 sub care s-au ținut alegeri pentru o Adunare Populară. Totuși, biroul politic al Partidului Socialist Revoluționar Somalez a continuat să conducă. În octombrie 1980 PSRS a fost desființat și a fost reîinființat Consiliul Suprem Revoluționar. Până la acea vreme autoritatea morală a guvernului Barre a intrat în colaps. Mulți somalezi au devenit deziluzionați cu viața sub dictatură militară. Regimul a fost slăbit și mai mult în anii 1980 când Războiul Rece se apropia de final iar importanța strategică a Somaliei a fost diminuată. Guvernul a devenit tot mai totalitar iar mișcările de rezistență, sprijinite de Etiopia, au avut loc în toată țara, ducând la izbucnirea Războiului Civil. Printre grupurile implicate se aflau Frontul Democratic de Salvare Somalez, Congresul Somaliei Unite, Mișcarea Națională Somaleză și Mișcarea Patriotică Somaleză, împreună cu opoziția politică non-violentă a Mișcării Democratice Somaleze, Alianța Democratică Somaleză și Grupul Manifestului Somalez.